# Sigebert Haverkamp

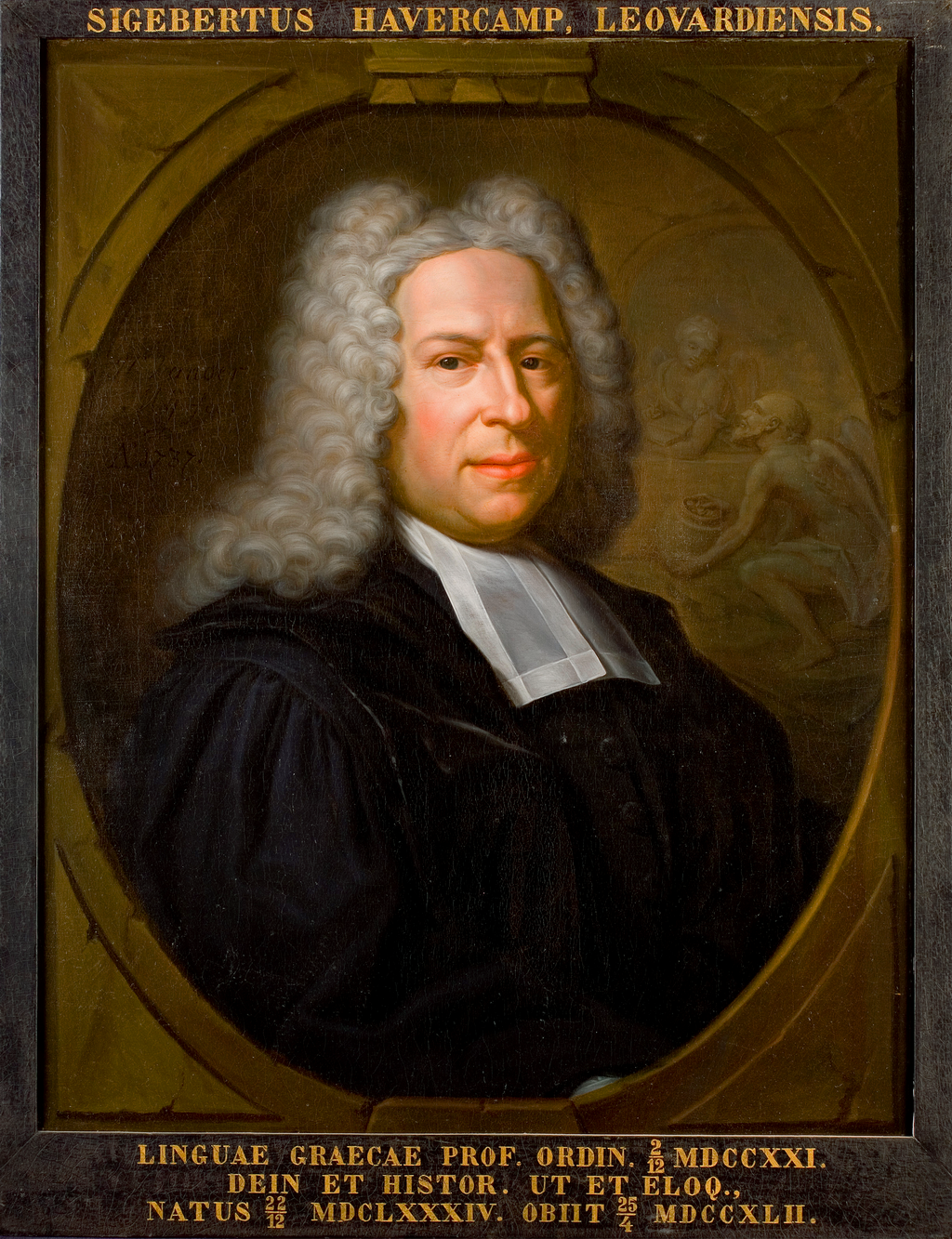
Sigebertus Havercamp.

Sigebert Haverkamp, född 14 december 1684 i Leeuwarden, död 25 april 1742 i Leiden, var en nederländsk filolog. 
Haverkamp, som var professor vid universitetet i Leiden, utgav kritiska och kommenterade upplagor av Tertullianus (1718), Lucretius (1725), Josefus (1726), Eutropius (1729) och Sallustius (1742) samt författade flera arbeten i numismatik.